# La Main gauche du Seigneur
Pour plus de détails, voir Fiche technique et Distribution.
La Main gauche du Seigneur (titre original : The Left Hand of God) est un film américain en CinemaScope réalisé par Edward Dmytryk, sorti en 1955.

## Synopsis
En 1947, dans une province reculée de Chine. James Carmody, un ancien aviateur qui s’est écrasé, a été récupéré et est tombé sous la coupe de Mieh Yang, un seigneur de guerre local qui ne veut pas le laisser partir.
Un prêtre missionnaire catholique, le père O'Shea, est tué par les hommes de Mieh Yang. Désireux de retrouver sa liberté, Carmody revêt la soutane du prêtre et se rend à la mission que ce dernier devait rejoindre. Pris par les villageois pour le véritable père O'Shea, Carmody prétend avoir perdu dans un torrent en crue ses objets de culte, car, né catholique et ayant servi comme enfant de chœur dans sa jeunesse, il ne veut pas commettre de sacrilège en célébrant la messe ou en donnant des sacrements alors qu'il n'y est pas autorisé.
Son attitude digne et courageuse en plusieurs circonstances force l'admiration de sa communauté, lui attire la sympathie du médecin athée du dispensaire du village et de son épouse, ainsi que l'amour naissant de l'infirmière, une veuve catholique fervente dont le mari pilote s'est écrasé dans les montagnes alentour.
Selon ses propres termes, Carmody se retrouve malgré lui pris au piège de Dieu. L'épouse du médecin ayant deviné l'attirance de l'infirmière pour le prêtre, elle le fait savoir à celui-ci. Pour mettre un terme à une situation devenue pour lui de plus en plus difficile, Carmody décide de s'enfuir à la mission protestante voisine, située dernière les montagnes. Là, il avoue son imposture au révérend, lequel juge qu'il est de son devoir d'informer les autorités catholiques de Chine (qui dépêcheront plus tard deux prêtres sur place).
À peine est-il arrivé qu'on informe Carmody qu'une offensive des hommes de Mieh Yang vient d’avoir eu lieu à la mission catholique. Carmody revêt aussitôt sa soutane de prêtre et retourne à la mission. Il adresse une prière à Dieu dans l'église puis se laisse emmener par les hommes de Mieh Yang sous les yeux des villageois qui s'agenouillent pour prier pour lui. 
Sachant Mieh Yang grand joueur de dés, Carmody lui propose de jouer le sort des villageois aux dés : si Mieh Yang gagne, Carmody devra travailler cinq ans à son service ; s'il perd, Mieh Yang s'engage à ne pas détruire les missions catholiques et protestantes. Le faux prêtre gagne.
Le prêtre catholique envoyé par l'évêque arrive à la mission. En apprenant la vérité et en constatant la conduite irréprochable de Carmody et le grand attachement des villageois à son égard, le prélat décide de cacher la vérité pour ne pas troubler les villageois : il déclare que le père O'Shea doit rejoindre un autre poste. Seule l'infirmière connaît la vérité, Carmody la lui ayant révélée en même temps que son amour pour elle. 
La population chinoise, bouleversée, assiste au départ de celui qui restera toujours pour elle le bon père O'Shea.

## Fiche technique
- Titre : La Main gauche du Seigneur
- Titre original : The Left Hand of God
- Réalisation : Edward Dmytryk
- Scénario : Alfred Hayes, d'après le roman The Left Hand of God de William E. Barrett (1951)
- Musique : Victor Young
- Direction artistique : Maurice Ransford et Lyle R. Wheeler
- Décors : Walter M. Scott et Frank Wade
- Costumes : Travilla, Charles Le Maire et Sam Benson (non crédité)
- Photographie : Franz Planer Cinemascope
- Montage : Dorothy Spencer
- Producteur : Buddy Adler
- Société de production : 20th Century Fox
- Pays de production :  États-Unis
- Langue d'origine : anglais américain
- Format : couleur (DeLuxe), CinemaScope — 35 mm — 2,55:1 — son : stéréo 4-Track (Western Electric Recording) (magnetic prints) et mono (Western Electric Recording)
- Genre : aventures
- Durée : 87 minutes
- Dates de sortie : 
  - États-Unis : 2 septembre 1955 (Los Angeles)
  - États-Unis : 21 septembre 1955 (New York)
  - France : 28 mars 1956
- Affiche : Boris Grinsson (France)

## Distribution
- Humphrey Bogart (V.F : Claude Peran)  : James 'Jim' Carmody
- Gene Tierney  (V.F : Françoise Gaudray) : Anne 'Scotty' Scott
- Lee J. Cobb  (V.F : Serge Nadaud) : Mieh Yang
- Agnes Moorehead  (V.F : Lita Recio) : Beryl Sigman
- E. G. Marshall  (V.F : Camille Guerini) : Dr David Sigman
- Jean Porter : Mary Yin
- Carl Benton Reid  (V.F : Maurice Pierrat) : Père Cornelius
- Victor Sen Yung : John Wong
- Philip Ahn : Jan Teng
- Benson Fong : Chun Tien
- Robert Burton  (V.F : Raymond Rognoni)  : le révérend Marvin
- Soo Yong (non créditée) : l'infirmière de Pao Chu

## Autour du film
Dernier film pour Gene Tierney avant une pause de six ans pour cause de grave dépression (soignée par électrochocs et psychothérapie) qui l'amènera à exercer le métier de vendeuse dans un magasin.